# Pseudogalleria
Pseudogalleria is een geslacht van vlinders van de familie bladrollers (Tortricidae), uit de onderfamilie Olethreutinae.

## Soorten
- P. amethystina Diakonoff, 1953
- P. inimicella (Zeller, 1872)
- P. toxotis Diakonoff, 1953